# Gord Mark
Gordon F. „Gord“ Mark (* 10. September 1964 in Edmonton, Alberta) ist ein ehemaliger kanadischer Eishockeyspieler, der im Verlauf seiner aktiven Karriere zwischen 1982 und 1988 sowie 1992 und 1997 unter anderem 85 Spiele für die New Jersey Devils und Edmonton Oilers in der National Hockey League (NHL) auf der Position des Verteidigers bestritten hat. Den Großteil seiner Karriere verbrachte Mark jedoch in der American Hockey League (AHL), wo er weitere 298 Partien absolvierte und mit den Cape Breton Oilers im Jahr 1993 den Calder Cup gewann.

## Karriere
Mark verbrachte seine Juniorenzeit zwischen 1982 und 1985 in der Western Hockey League (WHL) bei den Kamloops Junior Oilers bzw. Blazers. Nachdem der Verteidiger bereits nach seiner Rookiesaison im NHL Entry Draft 1983 in der sechsten Runde an 105. Stelle von den New Jersey Devils aus der National Hockey League (NHL) ausgewählt worden war, war er noch zwei weitere Spielzeiten in der WHL aktiv. Dort gewann er am Ende der Saison 1983/84, in der er zudem ins Second All-Star Team der West Division berufen worden war, den President’s Cup mit den Junior Oilers. Nach der Umbenennung des Teams in Blazers beging er dort sein letztes Juniorenjahr, das nach 32 Einsätzen im Dezember 1984 durch eine schwerwiegende Knieverletzung vorzeitig beendet war.
Dennoch erhielt der Abwehrspieler im Sommer 1985 einen Vertrag in der Organisation der New Jersey Devils, wo er zunächst im Farmteam auf den Profibereich vorbereitet wurde. Er bestritt die gesamte Spielzeit 1985/86 mit den Maine Mariners aus der American Hockey League. Erst im Verlauf des folgenden Spieljahres kam der 22-Jährige zu seinem NHL-Debüt für New Jersey und pendelte zwischen der NHL und AHL. In der Saison 1987788 änderte sich an dieser Situation nichts und so spielte Mark sowohl für die New Jersey Devils in der NHL als auch deren neuen Kooperationspartner Utica Devils in der AHL. Im Anschluss an die Spielzeit bekundete der Kanadier, kein weiteres Interesse an einer Profikarriere zu haben. Er kehrte daraufhin in seine Heimatprovinz Alberta zurück, wo er die folgenden vier Jahre für die Stony Plain Eagles in der Alberta Senior Hockey League (ASHL), einer Amateurliga, spielte.
Im Sommer 1992 kehrte der Kanadier, der inzwischen ein sogenannter Free Agent war, überraschend in den Profisport zurück, als er am Trainingslager der Edmonton Oilers aus seiner Geburtsstadt partizipierte. Obwohl er sich dort die Kniescheibe brach, erhielt er im November 1992 einen Vertrag in der Organisation. Er bestritt die Saison 1992/93 bei deren AHL-Farmteam, den Cape Breton Oilers, mit denen er am Saisonende den Calder Cup gewann. Ebenso verbrachte der Defensivakteur auch den Großteil der folgenden Spielzeit in Cape Breton, stand aber auch zwölfmal für die Edmonton Oilers in der NHL auf dem Eis. In der durch den Lockout verkürzten NHL-Saison 1994/95 spielte er ausschließlich für Edmonton und brachte es dort zu 18 Einsätzen. Trotzdem verließ er das Franchise im Sommer 1995 und spielte in den folgenden zwei Jahren ausschließlich in den Minor Leagues. So lief er für die Las Vegas Thunder und Utah Grizzlies in der International Hockey League (IHL) sowie die Providence Bruins in der American Hockey League auf.
Zwischen 1997 und 2000 ließ Mark seine Karriere im Amateur-Eishockey bei den Stony Plain Eagles ausklingen, mit denen er im Jahr 1999 die kanadische Amateurmeisterschaft in Form des Allan Cups gewann.

## Erfolge und Auszeichnungen
| - 1984 President’s-Cup-Gewinn mit den Kamloops Junior Oilers - 1984 WHL West Second All-Star Team - 1993 Calder-Cup-Gewinn mit den Cape Breton Oilers | - 1999 Allan-Cup-Gewinn mit den Stony Plain Eagles - 1999 Allan Cup First All-Star Team |

## Karrierestatistik
(Legende zur Spielerstatistik: Sp oder GP = absolvierte Spiele; T oder G = erzielte Tore; V oder A = erzielte Assists; Pkt oder Pts = erzielte Scorerpunkte; SM oder PIM = erhaltene Strafminuten; +/− = Plus/Minus-Bilanz; PP = erzielte Überzahltore; SH = erzielte Unterzahltore; GW = erzielte Siegtore; 1 Play-downs/Relegation; Kursiv: Statistik nicht vollständig)